# Herpangina

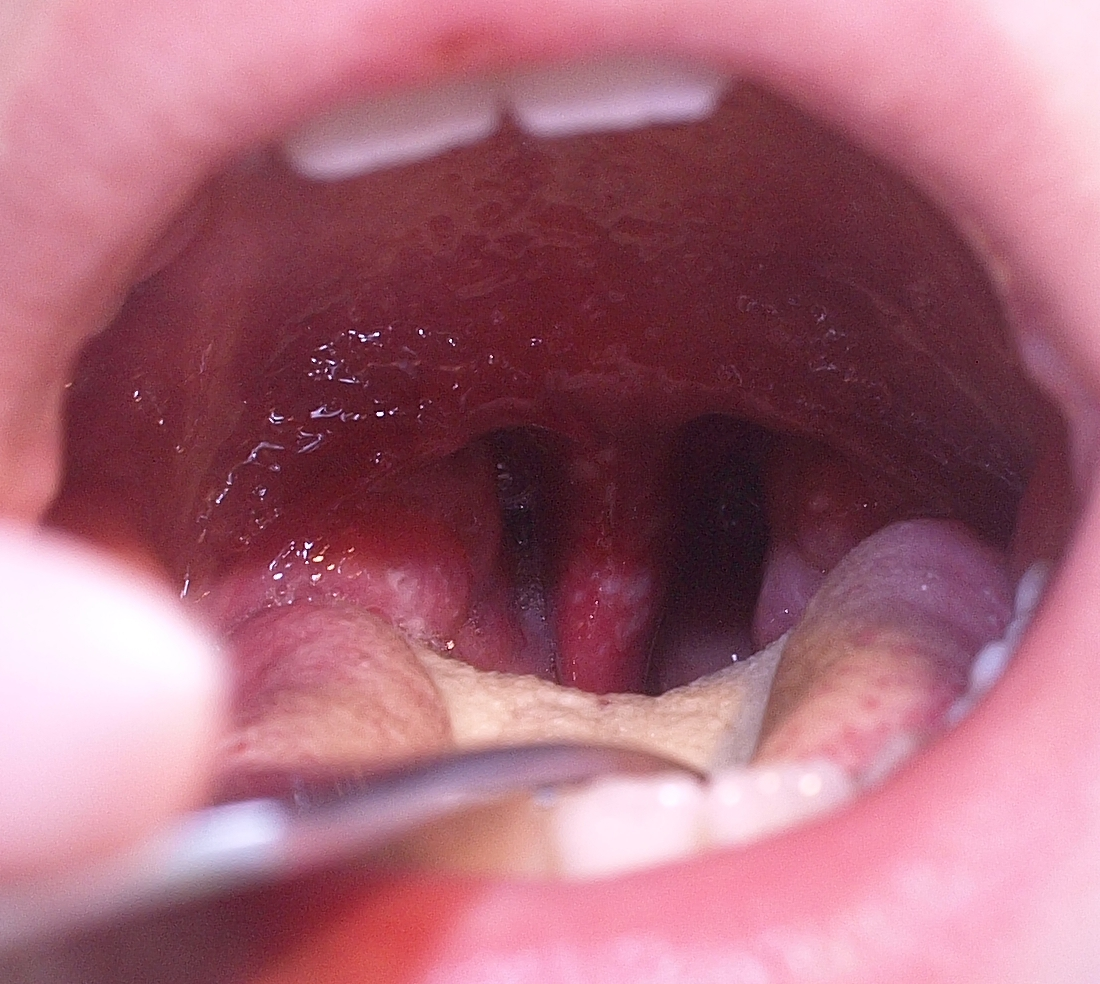
Herpangina: Rötung und Schwellung des Zäpfchens mit scharf begrenzten Ulzerationen

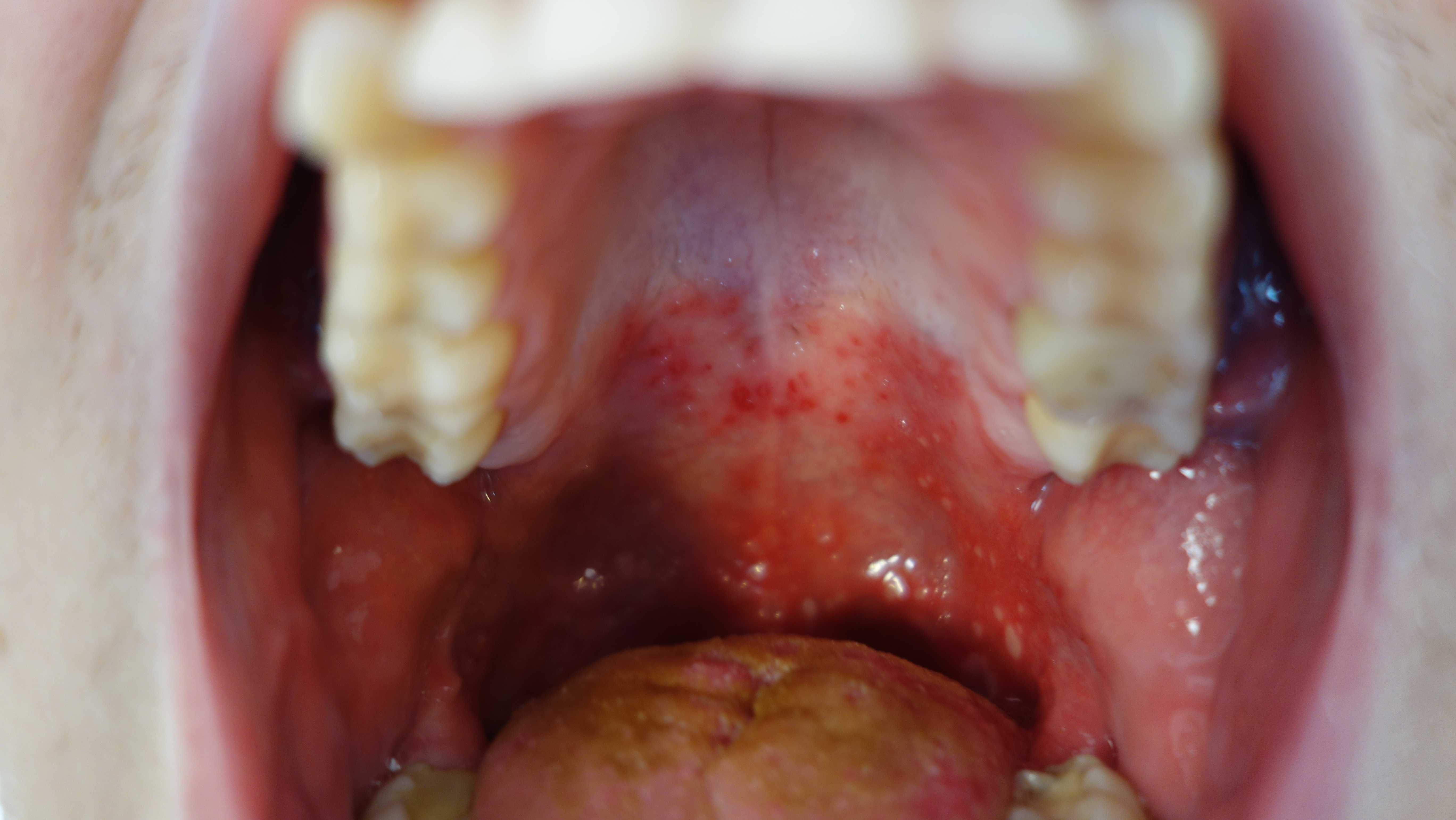
Herpangina mit gut sichtbaren Ulzerationen bei 20-jährigem Patienten.

Die Herpangina (auch Zahorsky-Krankheit) ist eine Erkrankung der Mundschleimhaut, die bevorzugt bei Kleinkindern auftritt.
Sie wird durch eine Infektion mit dem Coxsackie-Virus (Typ A) hervorgerufen.
Sie betrifft vor allem die Gaumenbögen, manchmal aber auch die Tonsillen. Zu erkennen sind dann charakteristische Bläschen oder flache Ulzera mit dunkelrotem Hof. Begleitend treten fast immer Fieber und Abgeschlagenheit auf, oft auch Erbrechen und Kopfschmerzen. Die Krankheit dauert nur wenige Tage und verläuft komplikationslos. Da die klinischen Zeichen charakteristisch sind, erübrigt sich der Nachweis des Virus im Stuhl oder von Antikörpern im Blutserum. Die Therapie ist symptomatisch.

## Differenzialdiagnose
- Gingivostomatitis herpetica
- Mund-Hand-Fuß-Krankheit